# Dominique Janssen
Dominique Janssen és una defensa de futbol internacional des de 2014 pels Països Baixos, amb els que ha jugat el Mundial 2015. Amb el Arsenal ha guanyat una Copa d'Anglaterra.

## Trajectòria
| Temporades    | Lliga             | Club              | P  | G  | Actualitzat |
| ------------- | ----------------- | ----------------- | -- | -- | ----------- |
|               | D2                | RKSV Wittenhorst  |    |    |             |
| 13/14 - 14/15 | D1                | SGS Essen         | 42 | 03 |             |
| 2015 - act.   | D1                | Arsenal FC        | 23 | 05 | 19/11/2016  |
|               |                   |                   |    |    |             |
| 2011 - 2012   | Selecció sub-17   | Selecció sub-17   | 14 | 03 |             |
| 2012 - 2013   | Selecció sub-19   | Selecció sub-19   | 24 | 0  |             |
| 2014 - act.   | Selecció absoluta | Selecció absoluta | 18 | 0  | 22/10/2016  |

## Palmarès
| Títols — Seleccions nacionals            |
|                                          |
| Títols — Clubs                           |
| 1 Copa                                   |
| Reconeixements — Premis                  |
|                                          |
| Reconeixements — Seleccions de jugadores |
|                                          |